# 사브 JA 37 비겐
사브 JA 37 비겐은 스웨덴의 단좌 전투기이다.

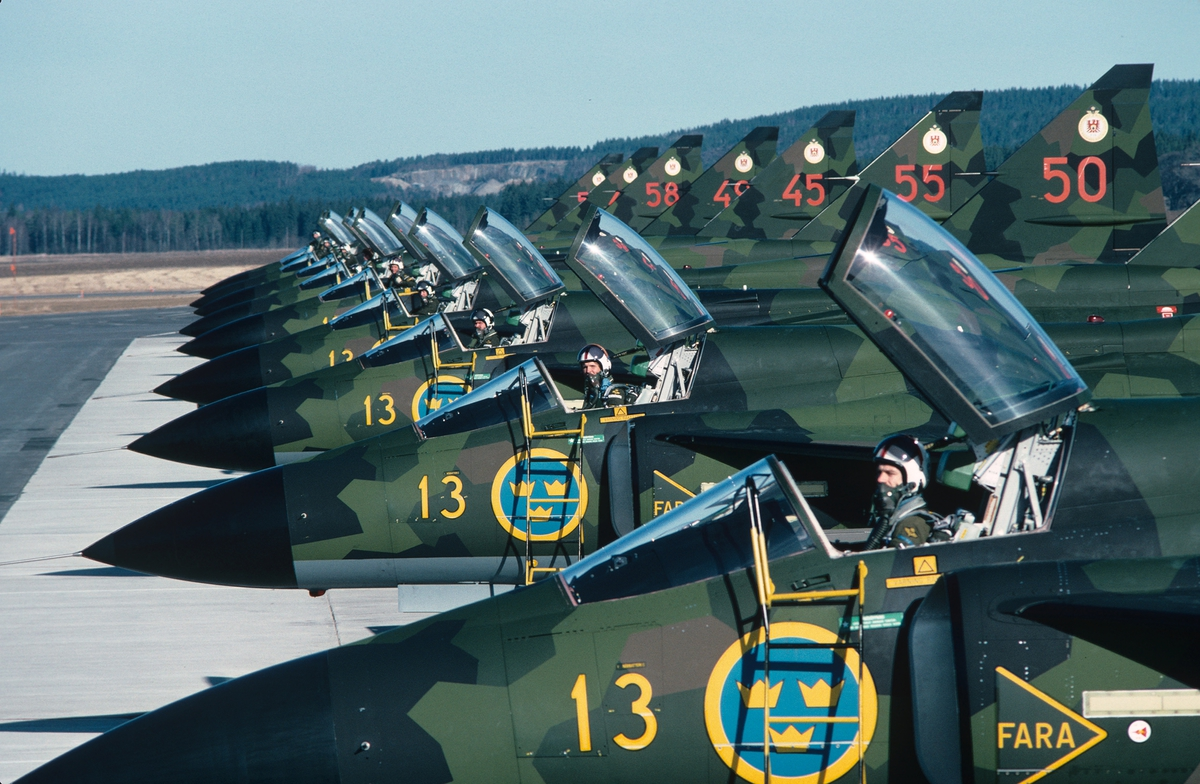
비겐 편대의 모습이다.

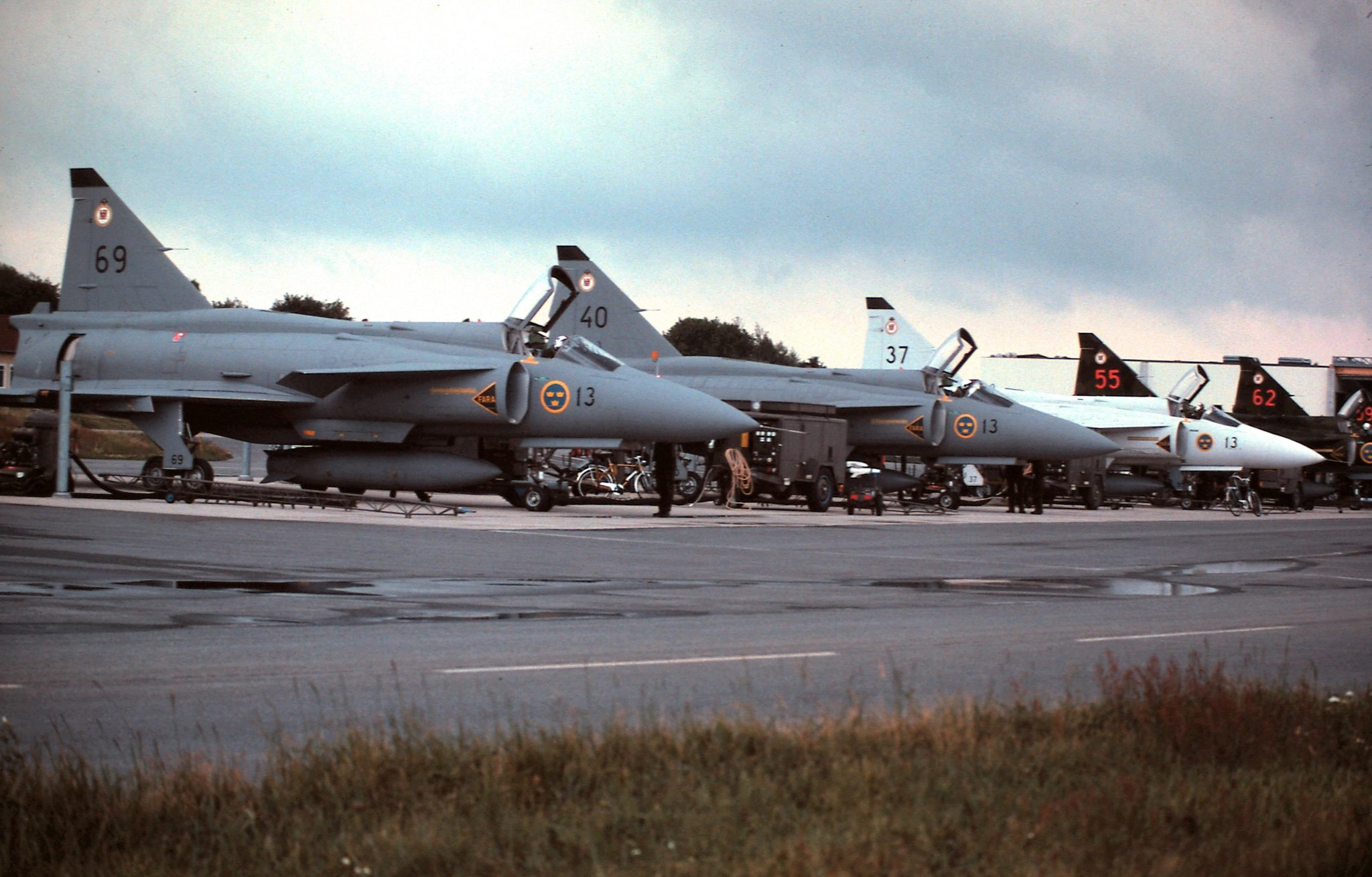
비겐 편대의 모습(2)

## 개발
1961년 스웨덴 정부는 항공기 시스템 37, Viggen의 개발을 승인했다.
기본 방침은 AJ-37 공격기였으며, S-37 정찰기와 JA-37 전투기가 뒤를 이었다.
1967년 2월 8일 사브 37 비겐의 원형이 처녀비행을 하였고, 1968년 5월에 정부가 인가하여 1971년 7월에 스웨덴 공군에 처음으로 도입되었다.

## 레이다 탐지거리
- 스웨덴 - JAS37 비겐 50km

## 보유국
- 스웨덴 - 329대

## 제원

### 일반 제원
- 승무원 : 1명
- 길이 : 16.4 m
- 날개폭 : 10.6 m
- 높이 : 5.9 m
- 날개 면적 : 46 m²
- 순 기체 중량 : 9,500 kg
- 이륙 중량 : 17,000 kg
- 만재 중량 : 20,000 kg
- 엔진 : 1 × Volvo RM8B 후연 터보팬

### 성능
- 최대 속도 : 마하 2.1
- 항속 거리 : 2,000 km
- 최대 상승 고도 : 18,300 m

### 무장
- 기관포 : 1 x 30mm Oerlikon KCA 기관포
- 미사일 : 2 x RB71 스카이플래시, 4 x AIM-120 암람, 또는 6 x AIM-9 사이드와인더

## 관련 정보

### 관련 기종
- 사브 JAS 39 그리펜

### 비교 기종
- 마소 미라주 F1
- F-4 팬텀
- 미코얀구레비치 MiG-23
- 미코얀 MiG-27